# Gut (Zeitschrift)
Gut, ist eine wissenschaftliche Fachzeitschrift, die vom BMJ-Verlag im Auftrag der British Society of Gastroenterology veröffentlicht wird. Die erste Ausgabe erschien im März 1960. Derzeit erscheint die Zeitschrift monatlich. Es werden Original- und Übersichtsarbeiten aus allen Bereichen der Gastroenterologie veröffentlicht.
Der Impact Factor lag im Jahr 2021 bei 31,840. Nach der Statistik des ISI Web of Knowledge wird das Journal mit diesem Impact Factor in der Kategorie Gastroenterologie und Hepatologie an vierter Stelle von 93 Zeitschriften geführt.
Chefherausgeber ist Emad El-Omar (University of Aberdeen, Vereinigtes Königreich).